# Nagari Tanjuang Balik
Nagari Tanjuang Balik is een bestuurslaag in het regentschap Solok van de provincie West-Sumatra, Indonesië. Nagari Tanjuang Balik telt 2366 inwoners (volkstelling 2010).